# Ronde van Italië 2010/Zesde etappe
De zesde etappe van de Ronde van Italië 2010 werd op 14 mei 2010 verreden. Het is een heuvelachtige rit van 172 km van Fidenza naar Carrara.

## Verloop etappe
Matthew Lloyd en Rubens Bertogliati reden de hele etappe samen vooraan. Ze kregen nooit een echte bonus van het peloton, maar de vluchters bleven net als donderdag vooruit. Lloyd maakte de beste indruk en op de slotklim reed hij Bertogliati makkelijk van zich los.
Het werd een triomftocht voor Lloyd in Carrara, want de eerste achtervolger - nog steeds Bertogliati - kwam pas 1 minuut en 6 seconden later aan. Danilo Hondo won de spurt van het peloton en stak de armen de lucht in, onwetende dat er nog 2 renners voor het peloton uitreden.
Voor Lloyd was het een dubbelslag, aangezien hij de groene bergtrui overnam van Paul Voss. Door de punten die hij onderweg verzamelde in de tussenspurt, nam Tyler Farrar de rode puntentrui weer over. De roze en de witte trui bleven rond dezelfde schouders hangen.

## Uitslagen
| Uitslag etappe | Uitslag etappe     | Uitslag etappe | Uitslag etappe |
| rang           | renner             | land           | tijd           |
| -------------- | ------------------ | -------------- | -------------- |
| 1              | Matthew Lloyd      | AUS            | 4u24'20"       |
| 2              | Rubens Bertogliati | SUI            | + 01'06"       |
| 3              | Danilo Hondo       | GER            | + 01'15"       |
| 4              | Manuel Belletti    | ITA            | z.t.           |
| 5              | Filippo Pozzato    | ITA            | z.t.           |
| 6              | William Bonnet     | FRA            | z.t.           |
| 7              | Sacha Modolo       | ITA            | z.t.           |
| 8              | Vasil Kiryjenka    | BLR            | z.t.           |
| 9              | Aleksandr Jefimkin | RUS            | z.t.           |
| 10             | Baden Cooke        | AUS            | z.t.           |

| Algemeen klassement | Algemeen klassement  | Algemeen klassement | Algemeen klassement    | Algemeen klassement |
| rang                | renner               | land                | ploeg                  | tijd                |
| ------------------- | -------------------- | ------------------- | ---------------------- | ------------------- |
|                     | Vincenzo Nibali      | ITA                 | Liquigas-Doimo         | 18u55'38"           |
| 2                   | Ivan Basso           | ITA                 | Liquigas-Doimo         | +00'13"             |
| 3                   | Valerio Agnoli       | ITA                 | Liquigas-Doimo         | +00'20"             |
| 4                   | Aleksandr Vinokoerov | KAZ                 | Astana                 | +00'33"             |
| 5                   | Vladimir Karpets     | RUS                 | Team Katusha           | +00'39"             |
| 6                   | Richie Porte         | AUS                 | Team Saxo Bank         | +00'45"             |
| 7                   | David Millar         | GBR                 | Team Garmin-Slipstream | +00'45"             |
| 8                   | Baden Cooke          | AUS                 | Team Saxo Bank         | +01'03"             |
| 9                   | Linus Gerdemann      | GER                 | Team Milram            | +01'04"             |
| 10                  | Laurent Didier       | LUX                 | Team Saxo Bank         | +01'13"             |

## Nevenklassementen
| Puntenklassement | Puntenklassement | Puntenklassement | Puntenklassement        | Puntenklassement |
| rang             | renner           | land             | ploeg                   | punten           |
| ---------------- | ---------------- | ---------------- | ----------------------- | ---------------- |
|                  | Tyler Farrar     | USA              | Team Garmin-Transitions | 43               |
| 2                | Graeme Brown     | AUS              | Team Rabobank           | 40               |
| 3                | Jérôme Pineau    | FRA              | Quick Step              | 39               |

| Bergklassement | Bergklassement     | Bergklassement | Bergklassement                   | Bergklassement |
| rang           | renner             | land           | ploeg                            | punten         |
| -------------- | ------------------ | -------------- | -------------------------------- | -------------- |
|                | Matthew Lloyd      | AUS            | Omega Pharma-Lotto               | 13             |
| 2              | Paul Voss          | GER            | Team Milram                      | 10             |
| 3              | Rubens Bertogliati | SUI            | Diquigiovanni-Androni Giocattoli | 8              |

| Jongerenklassement | Jongerenklassement | Jongerenklassement | Jongerenklassement | Jongerenklassement |
| rang               | renner             | land               | ploeg              | tijd               |
| ------------------ | ------------------ | ------------------ | ------------------ | ------------------ |
|                    | Valerio Agnoli     | ITA                | Liquigas-Doimo     | 18u55'58"          |
| 2                  | Richie Porte       | AUS                | Team Saxo Bank     | +00'25"            |
| 3                  | Robert Kiserlovski | CRO                | Liquigas-Doimo     | +01'04"            |

| Ploegenklassement | Ploegenklassement | Ploegenklassement | Ploegenklassement | Ploegenklassement |
| rang              | ploeg             | land              | tijd              |                   |
| ----------------- | ----------------- | ----------------- | ----------------- | ----------------- |
|                   | Liquigas-Doimo    | ITA               | 55u34'03"         |                   |
| 2                 | Astana            | KAZ               | +0'19"            |                   |
| 3                 | Team Saxo Bank    | DEN               | +0'24"            |                   |

## Opgaves
- Paolo Tiralongo (Astana)
- Guillaume Bonnafond (AG2R-La Mondiale)
- Michele Merlo (Footon-Servetto)

1e etappe ·
2e etappe ·
3e etappe ·
4e etappe ·
5e etappe ·
6e etappe ·
7e etappe ·
8e etappe ·
9e etappe ·
10e etappe ·
11e etappe ·
12e etappe ·
13e etappe ·
14e etappe ·
15e etappe ·
16e etappe ·
17e etappe ·
18e etappe ·
19e etappe ·
20e etappe ·
21e etappe
Startlijst · Eindstanden · Afbeeldingen